# Breathing (Jason Derülo)
Breathing is de derde single van het tweede album van Jason Derulo. Het is de opvolger van het zomerliedje "It Girl" en het dansnummer "Don't Wanna Go Home".
De muziekvideo verscheen voor het eerst op popcrush.com op 3 november 2011.

## Hitnotering
De single kwam uit via iTunes op 24 oktober 2011. Toch kwam "Breathing" pas wereldwijd binnen in de hitlijsten van januari 2012.

### Nederlandse Top 40
| Hitnotering: 28-01-2012 t/m 10-03-2012 | Hitnotering: 28-01-2012 t/m 10-03-2012 | Hitnotering: 28-01-2012 t/m 10-03-2012 | Hitnotering: 28-01-2012 t/m 10-03-2012 | Hitnotering: 28-01-2012 t/m 10-03-2012 | Hitnotering: 28-01-2012 t/m 10-03-2012 | Hitnotering: 28-01-2012 t/m 10-03-2012 | Hitnotering: 28-01-2012 t/m 10-03-2012 | Hitnotering: 28-01-2012 t/m 10-03-2012 |
| Week:                                  | 1                                      | 2                                      | 3                                      | 4                                      | 5                                      | 6                                      | 7                                      |                                        |
| -------------------------------------- | -------------------------------------- | -------------------------------------- | -------------------------------------- | -------------------------------------- | -------------------------------------- | -------------------------------------- | -------------------------------------- | -------------------------------------- |
| Positie:                               | 29                                     | 28                                     | 28                                     | 35                                     | 37                                     | 38                                     | 40                                     | uit                                    |

### NederlandseSingle Top 100
| Hitnotering: 21-01-2012 t/m 24-03-2012 | Hitnotering: 21-01-2012 t/m 24-03-2012 | Hitnotering: 21-01-2012 t/m 24-03-2012 | Hitnotering: 21-01-2012 t/m 24-03-2012 | Hitnotering: 21-01-2012 t/m 24-03-2012 | Hitnotering: 21-01-2012 t/m 24-03-2012 | Hitnotering: 21-01-2012 t/m 24-03-2012 | Hitnotering: 21-01-2012 t/m 24-03-2012 | Hitnotering: 21-01-2012 t/m 24-03-2012 | Hitnotering: 21-01-2012 t/m 24-03-2012 | Hitnotering: 21-01-2012 t/m 24-03-2012 | Hitnotering: 21-01-2012 t/m 24-03-2012 |
| Week:                                  | 1                                      | 2                                      | 3                                      | 4                                      | 5                                      | 6                                      | 7                                      | 8                                      | 9                                      | 10                                     |                                        |
| -------------------------------------- | -------------------------------------- | -------------------------------------- | -------------------------------------- | -------------------------------------- | -------------------------------------- | -------------------------------------- | -------------------------------------- | -------------------------------------- | -------------------------------------- | -------------------------------------- | -------------------------------------- |
| Positie:                               | 87                                     | 58                                     | 57                                     | 56                                     | 78                                     | 58                                     | 66                                     | 68                                     | 62                                     | 90                                     | uit                                    |